# Anolis dolichocephalus
Anolis dolichocephalus är en ödleart som beskrevs av  Williams 1963. Anolis dolichocephalus ingår i släktet anolisar, och familjen Polychrotidae.

## Underarter
Arten delas in i följande underarter:
- A. d. dolichocephalus
- A. d. portusalus
- A. d. sarmenticola